# Tatsuyuki Tomiyama
Tatsuyuki Tomiyama (født 27. august 1982) er en tidligere japansk fodboldspiller.
Han har spillet for flere forskellige klubber i sin karriere, herunder Shonan Bellmare og Gainare Tottori.